# Maserati Tipo 117 Italdesign Boomerang
La Boomerang è una concept car costruita dalla Maserati nel 1972. È stata progettata da Giorgetto Giugiaro e realizzata in un solo esemplare.

## Il contesto
La maquette della "Boomerang" venne esposta per la prima volta al Salone dell'automobile di Torino del 1971 e nel 1972, al Salone dell'automobile di Ginevra, fu presentata la vettura funzionante.
Il design della "Boomerang" influenzò profondamente i progetti successivi di Giugiaro per molti anni. Infatti le sue linee tese e la sagoma a cuneo possono essere facilmente riconoscibili nella Maserati Merak, nella Lotus Esprit o nella DeLorean DMC-12.

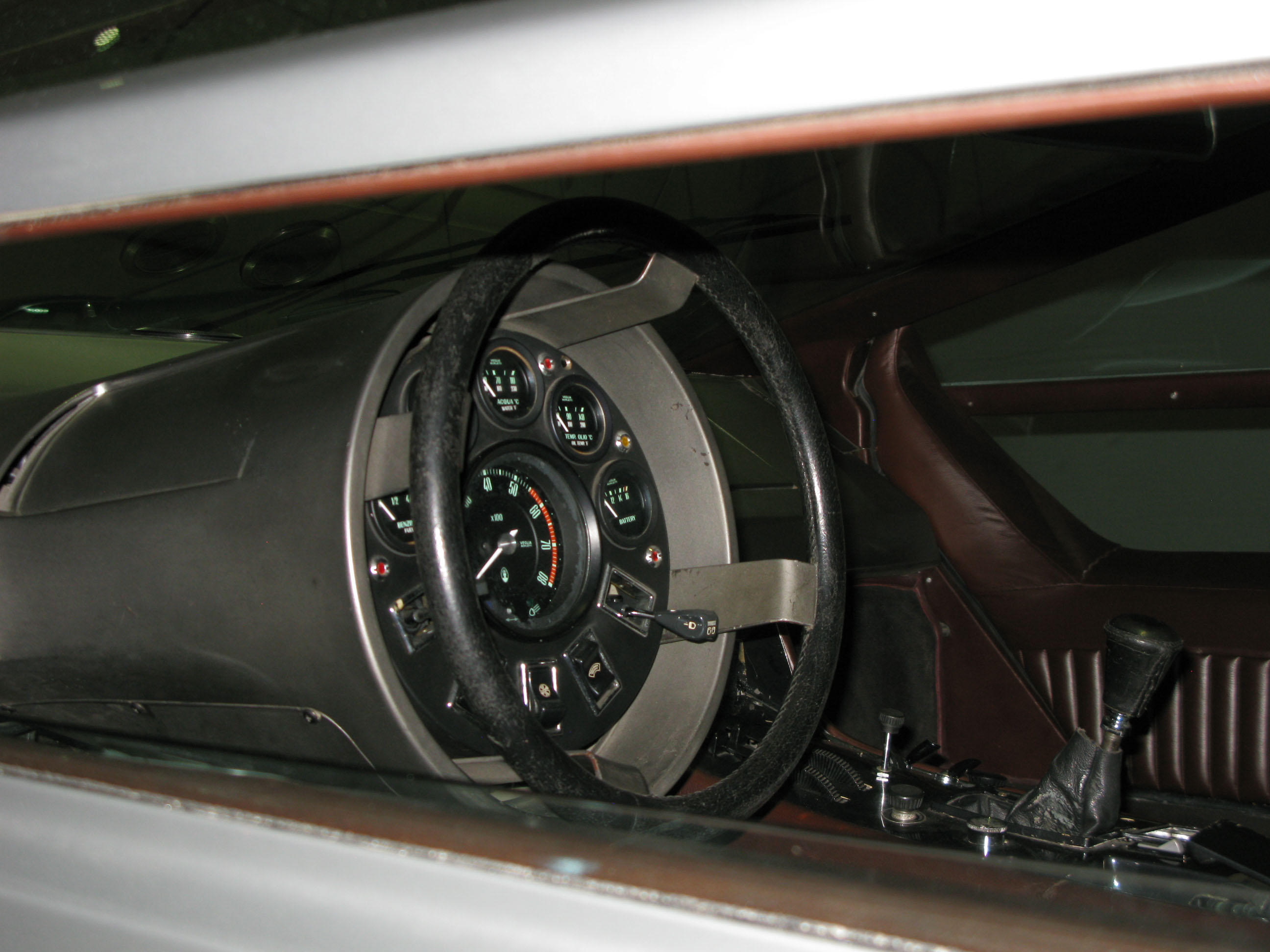
Il quadro strumenti

Mossa da un motore con otto cilindri a 90° da 4719 cm³ di cilindrata erogante 310 bhp, con doppio albero a camme in testa, ha la trazione posteriore comandata da un cambio a cinque rapporti manuali ed interni completamente rivestiti. Raggiunge la velocità massima di 300 km/h.
Una delle sue caratteristiche più peculiari è la strumentazione del cruscotto integrata al volante, quale parte di un singolo pannello comandi posizionato al centro del volante stesso, che esce dal cruscotto e ruota intorno ad una strumentazione fissa.
La Boomerang fu registrata come auto da strada, ma fu sempre utilizzata come vettura per esposizioni. Fu mostrata in una dozzina di posti, e dopo il Salone dell'automobile di Barcellona del 1974 fu venduta ad un privato. Nel 1990 fu esposta al Bagatelle Concours di Parigi da un nuovo proprietario e dopo alcuni restauri fu mostrata nuovamente nel 2000 al Monterey Historic Automobile Races (gara di auto storiche di Monterey). È stata utilizzata nella campagna pubblicitaria della casa di moda Louis Vuitton per la collezione autunno 2014 fotografata da Juergen Teller.